# يوسف ماك
يوسف ماك (بالإنجليزية: Yusaf Mack)‏ مواليد 20 يناير 1980 في فيلادلفيا، هو ملاكم محترف أمريكي يصنف ضمن فئة وزن خفيف الثقيل.

## المسيرة الاحترافية
من نزالاته:
- خسر أمام كارل فروش بالضربة القاضية (17-11-2012).
- خسر أمام تافوريس كلاود بالضربة الفنية القاضية (25-06-2011).
- خسر أمام غلين جونسون بالضربة الفنية القاضية (05-02-2010).
- انتصر على ديندريي أبرون بالضربة الفنية القاضية (30-05-2009).
- انتصر على دانيال جوداه (04-06-2008).
- خسر أمام ليبرادو أندرادي بالضربة الفنية القاضية (06-10-2007).
- خسر أمام أليخاندرو بيريو بالضربة الفنية القاضية (19-05-2006).
- تعادل مع راندي جريفين (20-05-2004).

## إحصائيات
خاض خلال مسيرته 41 نزالا، فاز في 31 وتعادل في 2 وخسر في 8. فاز بالضربة القاضية في 17 نزالا.

## وصلات خارجية
- يوسف ماك على موقع بوكس ريك (الإنجليزية) (registration required)

- الموقع الرسمي